# Гроцка
Гроцка (серб. Гроцка) — населённый пункт городского типа в Сербии, в пригороде Белграда, центр общины Гроцка.

## Географическое положение
Гроцка расположена к востоку от Белграда, на правом берегу Дуная. Через город проходит автодорога Белград-Смедерево.

## История
Первое письменное упоминание Гроцки относится к 878 году, когда этот город имел славянское имя Градец. Следующее письменное упоминание о городе имеется в записях турецкого путешественника Эвлии Челеби 1521 года под названием Гиссарлык. Наибольше сведений о Гроцке в средние века имеется в турецких описях и из записок путешественников.

## Население
Численность населения 8 338 чел. (перепись 2002).
Этнический состав населения города отличается однородностью — 96 % его населения составляют сербы, проживает также 108 черногорцев (1 %) и другие.
Численность совершеннолетних в городе — 6 633 чел, средний возраст населения — 38,9 года (мужчины — 37,7, женщины — 40,0). В городе имеется 2815 домохозяйств, среднее число человек в которых — 2,96.